# Hey, Good Lookin’
Hey, Good Lookin' – piosenka napisana i nagrana przez popularnego muzyka country Hanka Williamsa. Utwór jest wariacją kompozycji z 1942 roku, noszącej ten sam tytuł, z podobnym tekstem, oraz zbliżoną melodią, której autorem jest Cole Porter. Wykonanie to włączone zostało w 2001 roku do Grammy Hall of Fame. Singel "Hey, Good Lookin'" wydany został przez MGM Records w 1951.
Obie piosenki zarejestrowane na płycie nagrał Hank Williams with His Drifting Cowboys 16 marca 1951. Ukazały się zarówno jako szelakowa 10" płyta szybkoobrotowa - 78 ob./min. (numer katalogowy MGM 11000), jak i na 7" płycie o prędkości odtwarzania 45 obr./min. (z numerem katalogowym MGM K 11000).
Od czasu oryginalnego nagrania, własne wersje utworu stworzyło wielu artystów, wśród których byli m.in.: Jo Stafford i Frankie Laine (1951), Johnny Cash (1957), Ray Charles (1962), Elvin Bishop (1974), Nitty Gritty Dirt Band (1975), Dave Edmunds (1977), Buckwheat Zydeco (1990), The Mavericks (1992), C. C. DeVille (1993) oraz Jimmy Buffett (2004).

## Muzycy
- Hank Williams – śpiew, gitara
- Jerry Rivers – skrzypce
- Don Helms – gitara stalowa
- Sammy Pruett – gitara elektryczna
- Jack Shook – gitara rytmiczna
- Ernie Newton lub Howard Watts ("Cedric Rainwater") – kontrabas
- Owen Bradley lub Fred Rose – fortepian

## Lista nagrań
1. "Hey, Good Lookin'"  (Hank Williams)  2:53
2. "My Heart Would Know"  (Hank Williams)  2:24